# Ulsanstadion
Het Ulsanstadion (Koreaans: 울산종합운동장) is een multifunctioneel stadion in Ulsan, een stad in Zuid-Korea. Het stadion maakt deel uit van het grotere Ulsan Sportcomplex. In het stadion is plaats voor 19.471 toeschouwers.
Op de plek waar dit stadion gebouwd is stond eerder het Ulsan-Gongseolstadion. Dat stadion werd in 2003 afgebroken voor de bouw van het nieuwe stadion tussen 2003 en 2005. Het werd uiteindelijk geopend op 25 augustus 2005.
Het stadion wordt vooral gebruikt voor voetbalwedstrijden, de voetbalclub Ulsan Citizen FC maakt gebruik van dit stadion en eerder ook het Ulsan Hyundai Mipo Dockyard FC. In 2007 werden er in dit stadion wedstrijden gespeeld op het wereldkampioenschap voetbal onder 17. In dit stadion werden zeven groepswedstrijden en een achtste finale gespeeld.